# Jacques Dubreuil Guibourd House
La Jacques Dubreuil Guibourd House – ou Maison de Jacques Guibourd ou Maison Guibourd-Vallé – est une maison américaine à Sainte-Geneviève, dans le comté de Sainte-Geneviève, au Missouri. Construite en 1800, elle est inscrite au Registre national des lieux historiques depuis le 21 mai 1969.